# 柏崎郵便局
柏崎郵便局（かしわざきゆうびんきょく）
- 新潟県柏崎市にある郵便局。本記事にて記述する。

柏崎簡易郵便局（かしわざきかんいゆうびんきょく）
- 栃木県塩谷郡高根沢町にある簡易郵便局。局番号は07709。

柏崎郵便局（かしわざきゆうびんきょく）は新潟県柏崎市にある郵便局。民営化前の分類では集配普通郵便局であった。

## 概要
住所：〒945-8799 新潟県柏崎市駅前1-5-11

## 沿革
- 1872年8月4日（明治5年7月1日） - 柏崎郵便取扱所として開設[1]。
- 1873年（明治6年） - 柏崎郵便役所となる。
- 1875年（明治8年）1月1日 - 柏崎郵便局（三等）となる。同年11月22日から為替取扱を開始。
- 1879年（明治12年）3月10日 - 貯金取扱を開始。
- 1892年（明治25年）1月16日 - 柏崎郵便電信局となる。
- 1903年（明治36年）4月1日 - 通信官署官制の施行に伴い柏崎郵便局となる。
- 1957年（昭和32年） - 柏崎駅との間の郵便物受渡が専用自動車化。専用自動車郵便線路「柏崎局駅線」が開設される[2]。
- 1958年（昭和33年）11月15日 - 電話通話および和文電報受付事務の取扱を開始[3]。
- 1959年（昭和34年）8月24日 - 柏崎市本町三丁目から、同市大字比角に局舎を新築、移転。
- 1984年（昭和59年）10月 - 局舎新築。
- 1986年（昭和61年）3月 - 日本海縦貫線を経由する鉄道郵便輸送（大阪青森線）が廃止[4]。
- 1998年（平成10年）9月1日 - 外国通貨の両替および旅行小切手の売買に関する業務取扱を開始。
- 2004年（平成16年）4月5日 - 中田郵便局から「945-01xx」区域の集配業務の全部と、曽地郵便局（〒945-0299）および高浜郵便局（〒945-0499）から集配業務の一部[5]を移管[6]。
- 2007年（平成19年）3月12日 - 鉢崎（はっさき）郵便局から「949-36xx」区域の集配業務を移管[7]。
- 2007年（平成19年）10月1日 - 民営化に伴い、併設された郵便事業柏崎支店に一部業務を移管。
- 2012年（平成24年）10月1日 - 日本郵便株式会社発足に伴い、郵便事業柏崎支店を柏崎郵便局に統合。
- 2023年（令和5年）5月8日 - 田尻郵便局から「945-13xx」区域の集配業務を移管。

## 取扱内容
- 郵便、印紙、ゆうパック、内容証明
- 貯金、為替、振替、振込、国際送金、外貨両替、国債、投資信託
- 生命保険、バイク自賠責保険、自動車保険、がん保険、引受条件緩和型医療保険
- ゆうちょ銀行ATM
- 「945-00xx」「945-01xx」「945-02xx」「945-04xx」「945-13xx」「949-36xx」区域（柏崎市（合併以前からの柏崎市域の一部））の集配業務
- ゆうゆう窓口

## 周辺
- 柏崎中央病院
- 駅前公園
- 国道8号
- 国道352号

## アクセス
- JR信越本線・越後線 柏崎駅から北へ約300m（徒歩約3分）
- 北越後観光バス（旧・越後柏崎観光バス） 駅前二丁目停留所下車
- 北陸自動車道 柏崎ICから西へ約3.5km
- 駐車場あり：15台